# جورج دبليو. فارس
جورج دبليو. فارس (بالإنجليزية: George W. Faris)‏ هو محامي وسياسي أمريكي، ولد في 9 يونيو 1854، وتوفي في 17 أبريل 1914. حزبياً، نشط في الحزب الجمهوري. وقد انتخب عضو مجلس النواب الأمريكي.